# Дендерина, Анна Ивановна
Анна Ивановна Дендерина (род. 3 февраля 1973 года) — российский скульптор, член-корреспондент РАХ (2023).

## Биография
Родилась 3 февраля 1973 года, живёт и работает в Санкт-Петербурге.
В 1997 году — окончила Санкт-Петербургский государственный академический институт живописи, скульптуры и архитектуры имени И. Е. Репина, мастерская монументальной живописи под руководством А. А. Мыльникова.
В 2018 году — окончила аспирантуру в Российском государственном педагогическом университете имени А. И. Герцена.
С 1998 года — член Союза художников России.
С 2001 года — доцент кафедры рисунка в Санкт-Петербургской академии художеств имени Ильи Репина.
В 2013 году — избрана членом-корреспондентом Петровской академии наук и искусств.
В 2023 году — избрана членом-корреспондентом Российской академии художеств от Отделения живописи.

## Творческая деятельность
Основные произведения
- В области монументального искусства: витраж «Суворов» для Государственного мемориального музея А. В. Суворова (в соавторстве с М. Е. Гармашем и А. Н. Пономаревым. Санкт-Петербург, 1998 год, 1400*500); роспись кафедрального собора Иконы Божией Матери «Знамение» Курского Знаменского Богородицкого мужского монастыря (Курск, 2001—2004 годы) — «Евангелист Марк», «Пятидесятница» (в соавторстве с Ю. О. Беховой), «Архангел Михаил», «Взятие Христа под стражу», «Се, Человек!»;
- Мозаики «Святой Дмитрий Донской» и «Святой Александр Невский» для Храма Сергия Радонежского в Рогожской слободе (Москва, 2003 год), «Кончина святого Александра Невского в Городце», «Святой благоверный князь Александр Невский», «Святой Дух», «Херувим» и «Спас Нерукотворный, несомый ангелами» для Церкви Святого Александра Невского (Челябинск, 2022 год, 200*215, 320*90, 95*71, 71*100, 175*230);
- Cтанковые работы: «Садовник» (2004 год, холст, масло, 155*100), «Воин Поднебесной» (2008 год, холст, масло, 180*120), «Поцелуй Иуды» (2011, холст, масло, 100*140), «Золотой динар» (2013 г., холст, масло, 130х160);
- Работы в области графики: «Смерть Юлия Цезаря» (2016 г., бумага, граф.карандаш, сангина, 70х100), «Черное море» (2017 г., бумага, соус, 70х100).

Автор учебно-методического пособия «Учебный рисунок в мастерской монументальной живописи» (СПб.: НП-Принт, 2018).
Произведения представлены в коллекции Научно-исследовательского музея Российской академии художеств (Санкт-Петербург).
Участник выставок с 1997 года, в 2005 году — прошла персональная выставка в Китае.

## Награды
- Диплом I степени за руководство студенческими работами на III Международном молодёжном творческом конкурсе, посвященном Дню святой Татьяны и году экологии в России (2017)
- Диплом лауреата III Всероссийского творческого конкурса научно-педагогических работников образовательных организаций высшего образования в области музыкального, хореографического и изобразительного искусства в номинации «Изобразительное искусство» (2019)
- Диплом лауреата за исследовательскую работу «Учебный рисунок в мастерской монументальной живописи А. К. Быстрова» и диплом за графические работы, представленные в выставочной экспозиции конференции «Модернизация преподавания академического рисунка в художественно-образовательных учреждениях и его значение в современном образовательном процессе» в Московской государственной художественно-промышленной академии имени С. Г. Строганова (2019);
- Диплом лауреата международной выставки-конкурса «Творческая весна» в номинации «Графика. Сюжетная композиция» Санкт-Петербургского государственного университета промышленных технологий и дизайна (2020);
- Диплом I степени IV Международной выставки-конкурса художников-преподавателей творческих направлений высших и средних профессиональных учебных заведений в номинации «Лучшее графическое произведение, рисунок: лучший портрет», (2021)

Награды РАХ
- Диплом РАХ (2004)
- Серебряная медаль РАХ (2021)